# Distrito de Manang (Nepal)
El distrito de Manang (en nepalí: मनाङ जिल्ला Escucharⓘ, ahora una parte de la Provincia No. 4, es uno de los setenta y cinco distritos de Nepal. El distrito, que tiene a Chame como oficina central del distrito, cubre un área de 2.246 km² y tiene una población de 6.513, que ha descendido en los últimos años y es el más bajo de todo Nepal, según el censo de 2014.

## Descripción y senderos
El paso del Thorung La a 5.415 metros sobre el mar conecta el distrito al distrito del Mustang ,proporcionando una ruta entre las ciudades de Manang y de Muktinath. Es el distrito menos lluvioso de Nepal, ya que se encuentra en la ladera norte de las colinas altas que bloquean el aire del monzón. El valle de Manang, que se encuentra cerca de la frontera entre Nepal y Tíbet, ofrece grandes vistas debido a su rica flora y fauna natural. Las partes septentrionales del valle de Manang son lugares secos, marrones y desolados, muy diferentes de los densos bosques y valles verdes marrones de Sikkim y el Nepal Oriental.
Tres recorridos importantes empiezan desde esta zona. El primero, esa través de Thorangla, Muktinath y Mustang a Lhasa; el segundo, vía Naur Khola y Naurgaon, que también parte hacia Lhasa; y, finalmente, el tercero, a través de Larkiya bazar, que es el más comúnmente utilizado por la gente del Nepal Central. El sendero de Manang a Muktinath ha sido utilizado por los lugareños durante cientos de años para transportar enormes manadas de ovejas y yacs dentro y fuera de Manang. Es una ruta importante para la gente de la región.

## Costumbres
Junto con los marwaris que han emigrado de la India a Nepal en gran número, los manangis son los comerciantes más conocidos de Nepal. Recibieron una dispensa especial del rey para comerciar en el Sudeste Asiático, y viajan al extranjero con piedras preciosas y metales, almizcle, hierbas y otros artículos. Importan prendas confeccionadas, relojes y artículos electrónicos. Muchos de los manangis llegan a pasar seis meses lejos de casa, volviendo solamente durante los veranos. Muchos de ellos residen en Katmandú, donde sus hijos estudian en las escuelas medias inglesas. La falta de dominio de los padres en el idioma inglés es irrelevante, ya que de ninguna manera afecta sus habilidades de negociación. Desde que el área se abrió a forasteros en los últimos años 70, muchos han cambiado de la agricultura tradicional a la industria hotelera.

## Clima
| Zona climática | Rango de elevación                        | % de área |
| -------------- | ----------------------------------------- | --------- |
| Subtropical    | 1.000 a 2.000 metros                      | 0,3%      |
| Templado       | 2.000 a 3.000 metros                      | 3,7%      |
| Subalpino      | 3.000 a 4.000 metros                      | 14,6%     |
| Alpino         | 4.000 a 5.000 metros                      | 13,9%     |
| Nival          | sobre los 5.000 metros                    | 25,4%     |
| Trans-Himalayo | 3,000 to 6,400 metros 9,800 to 21,000 ft. | 42.1%     |